# Kim Kulig
Kim Nadine Kulig-Soyah (Herrenberg, 9 aprile 1990) è un'allenatrice di calcio ed ex calciatrice tedesca, di ruolo centrocampista o attaccante.

## Biografia
Nata ad Herrenberg, nella Germania sud-occidentale, è cresciuta a Poltringen insieme a tre sorelle e due fratelli. Ha studiato interior design a Darmstadt. È lesbica: nel maggio 2016 ha sposato Melanie Soyah, anche lei ex calciatrice, nata nel 1977.

## Carriera

### Calciatrice

#### Club

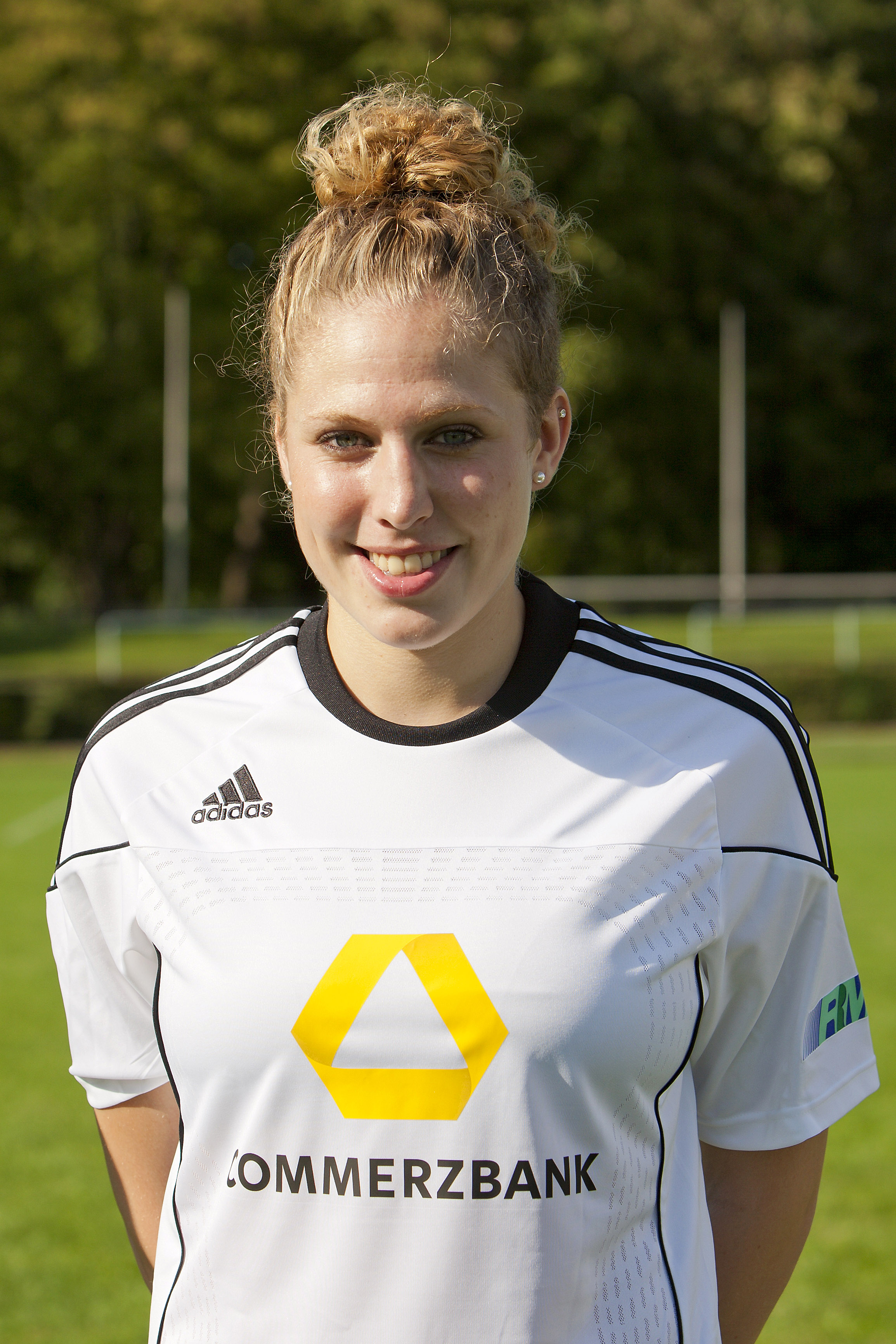
Kulig nel 2011 con la maglia del

Inizia a giocare a calcio a 8 anni, nel 1998, con il Poltringen, squadra della sua città, insieme ai maschi. A 11 anni, nel 2001, passa all'Unterjesingen, dove rimane fino al 2003. Si trasferisce in seguito al Sindelfingen, dove passa in prima squadra a 16 anni, dopo tre stagioni nelle giovanili, con la squadra appena retrocessa dalla Bundesliga. Qui gioca in 2. Bundesliga, seconda serie, trovando 17 gol al primo anno, chiuso al terzo posto in classifica nel girone Sud. L'anno successivo arriverà seconda.
Nel 2008 vince la Fritz-Walter-Medaille d'argento, premio riservato a calciatrici Under-19. Nello stesso anno cambia squadra, andando a giocare all'Amburgo, debuttando il 7 settembre nel successo esterno per 3-2 sul campo dello Jena in campionato, sfida nella quale gioca titolare. La settimana successiva segna il suo primo gol, quello del momentaneo 2-4 all'85' nella sconfitta per 4-3 in casa contro il 2001 Duisburg in Bundesliga. Rimane ad Amburgo tre stagioni, collezionando 62 presenze e 28 gol, chiudendo con un sesto, un settimo e un quarto posto.
Ad inizio 2011 passa all'1. FFC Francoforte. A causa dell'infortunio in nazionale, rimane ai box per poco meno di un anno e mezzo, ritornando sul terreno da gioco il 15 aprile 2012, in occasione dell'andata delle semifinali di Champions League, in Inghilterra sul campo dell'Arsenal, gara vinta per 2-1 in cui entra al 78'. Il rientro si dimostra affrettato, perché, dopo la gara di ritorno e una partita con la squadra B nella quale va a segno, Kulig si ferma di nuovo fino a fine stagione. Rientra all'inizio del campionato successivo, giocando finalmente la prima in Bundesliga il 2 settembre 2012, quando rimane in campo 90 minuti nel successo interno per 2-1 sullo Jena. Va a segno per la prima volta il 23 settembre, realizzando il momentaneo 3-1 al 48' nel successo casalingo per 4-2 sul Bayer Leverkusen in campionato. A metà 2013 i problemi al ginocchio infortunato si ripresentano ed è costretta ad alcune operazioni. Rientrerà soltanto ad inizio 2015 in un'amichevole, ma non giocherà altre gare ufficiali, decidendo a settembre dello stesso anno di chiudere la carriera. Termina con 22 presenze e 4 gol in bianconero, ottenuti quasi tutti in un'unica stagione, quella 2012-2013, in cui arriva terza.
Dopo il ritiro ha lavorato come scout per la federazione tedesca e commentatrice per la ZDF. Nell'ottobre 2017 è entrata a far parte dello staff tecnico della squadra B del 1. FFC Francoforte, insieme all'ex compagna di squadra e nazionale Kerstin Garefrekes.

#### Nazionale

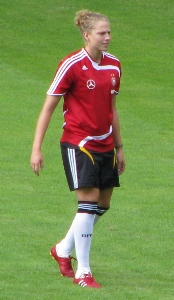
Kulig nel 2009 con la nazionale tedesca

Inizia a giocare con le nazionali giovanili tedesche a 15 anni, nel 2005, con l'Under-15, con la quale gioca 3 gare segnando 2 reti. Nello stesso anno passa in Under-17, dove resta due anni, giocando 21 volte e segnando 4 gol. Nel 2007 va a giocare con l'Under-19, disputando 6 partite e segnando 2 reti. 4 presenze e 1 rete le ottiene nell'Europeo 2008 in Francia, dove le tedesche si arrendono alla Norvegia in semifinale, poi sconfitta in finale dall'Italia. Nello stesso anno partecipa al Mondiale Under-20 in Cile, dove ottiene un terzo posto, battendo la Francia nella finalina, dopo essere stata sconfitta in semifinale dagli Stati Uniti poi campioni. Kulig gioca tutte le gare tranne la semifinale e segna una doppietta nel 5-0 nel girone contro la RD Congo. Viene inoltre inserita nell'All-star team del torneo.
Il 25 febbraio 2009, a 19 anni non ancora compiuti, debutta in nazionale maggiore nell'amichevole giocata in casa a Bielefeld contro la Cina e pareggiata per 1-1, nella quale entra all'intervallo al posto di Isabell Bachor.
Contro lo stesso avversario, meno di un mese dopo, il 6 marzo, alla sua terza gara in nazionale, segna il suo primo gol, nella sfida di Algarve Cup vinta per 3-0, realizzando il momentaneo 2-0 al 58'.
La CT tedesca Silvia Neid le accorda fiducia anche per l'Europeo di fine estate in Finlandia, inserendola nella lista delle 22 convocate. Kulig gioca 5 gare su sei, saltando solo la terza del girone, contro l'Islanda, e si laurea campione d'Europa grazie alla vittoria per 6-2 nella finale di Helsinki del 10 settembre con l'Inghilterra, gara nella quale segna anche un gol, quella del 3-1 al 50'.
L'anno successivo vince un altro trofeo, con l'Under-20, conquistando il Mondiale giocato in casa, nel quale gioca tutte le gare, segnando una doppietta in semifinale con la Corea del Sud e battendo in finale la Nigeria. Vince anche la Palla di bronzo del torneo. Chiude con la massima rappresentativa giovanili con 16 gare giocate e 4 gol.
Nel 2011 partecipa al Mondiale, anche in questo caso in Germania. Dopo aver giocato due gare su tre del girone, saltando solo quella con la Francia, è titolare nel quarto di finale del 9 luglio contro il Giappone a Wolfsburg, ma la sua gara dura solo tre minuti, perché si fa male al legamento crociato anteriore, un infortunio che ne segnerà la carriera. Le tedesche perdono poi ai supplementari, a causa del gol di Karina Maruyama. Le giapponesi vinceranno poi il loro primo mondiale in finale ai rigori contro gli Stati Uniti.
Ritorna in nazionale più di un anno dopo, il 15 settembre 2012, nelle qualificazioni all'Europeo 2013 in Svezia, in trasferta a Qaraǧandy contro il Kazakistan, entrando al 66' del successo per 7-0.
A causa del perdurare dei problemi fisici, l'amichevole del 5 aprile 2013 in casa a Offenbach am Main contro gli Stati Uniti, sua trentatreesima presenza, si rivela l'ultima in carriera. Nella gara va anche a segno per la settima e ultima volta in nazionale, riaprendo la gara sul 2-1 al 63'. La sfida si concluderà sul 3-3.

## Palmarès

### Nazionale
- Campionato d'Europa: 1

2009
- Campionato mondiale under 20: 1

2010

### Individuale
- Fritz-Walter-Medaille

 Argento 2008
- Inserita nell'All-Star Team del Campionato mondiale Under-20: 1

Cile 2008
- Palla di bronzo del campionato mondiale Under-20: 1

Germania 2010